# Čajbucha
Čajbucha (in lingua russa Чайбуха) è un centro abitato dell'Oblast' di Magadan, situato nel Severo-Ėvenskij rajon.